# وویچیخ کیلار
وویچیخ کیلار (لهستانی: Wojciech Kilar؛ ‏ تلفظ لهستانی: [ˈvɔjt͡ɕɛx ˈkʲilar]؛ ‏ زادهٔ ۱۷ ژوئیهٔ ۱۹۳۲ – درگذشتهٔ ۲۹ دسامبر ۲۰۱۳) نوازنده پیانو، موسیقی‌دان و آهنگساز اهل لهستان بود.

## زندگی‌نامه
کیلار در ۱۷ ژوئیهٔ ۱۹۳۲ در شهر لویو در لهستان ــ که اکنون در خاک اوکراین است ــ از پدر و مادری پزشک و بازیگر به دنیا آمد.
او در ژشوف، کراکوف و کاتوویتسه در رشتهٔ نوازندگی پیانو و تئوری موسیقی تحصیل کرد و در ۱۹۵۵ از آکادمی موسیقی ایالتی در کاتوویتسه دانش‌آموخته شد. او در نهایت این شهر صنعتی و سرشار معادن زغال‌سنگ را برای زندگی انتخاب کرد. کیلار در دهه ۱۹۵۰ یک سبک نئوکلاسیک را در نوشتن آهنگ پی گرفت. او پس از تحصیل در پاریس در دهه ۱۹۶۰ یکی از سه آهنگساز پیشرو لهستان شد. دو نفر دیگر کشیشتُف پِندِرِتسکی و هنریک گورتسکی بودند. بسیاری از کارهای کیلار برای ارکستر سمفونی نوشته شدند - اغلب با یک صدای تک یا گروه کر - و از سمفونی و کنسرتو تا قطعات کرال مذهبی مانند اکسدوس در ۱۹۸۱، آنجلوس در ۱۹۸۴ و باشکوه در ۲۰۰۶ در نوسان بودند. اما آنچه باعث شد این آهنگساز پیشرو و پرکار در سطح جهانی مورد توجه قرار بگیرد و کارگردانان مشهور را به سمت خود بکشاند، موسیقی فیلم، به‌خصوص موسیقی فیلم ترسناک دراکولای برام استوکر ساخته کارگردان کبیر سینمای جهان فرانسیس فورد کوپولا، ۱۹۹۲ بود. کیلار یک‌بار گفت معیار او برای ساخت موسیقی یک فیلم به ترتیب نام کارگردان، دستمزد و فیلمنامه بود. آکادمی هنرهای فیلم و تلویزیون بریتانیا در سال ۲۰۰۳ برای فیلم پیانیست به کارگردانی رومن پولانسکی به کیلار جایزه داد. او موسیقی فیلم‌های مرگ و دوشیزه و دروازه نهم پولانسکی را هم ساخت. کیلار سابقه همکاری با سه فیلمساز مطرح لهستان، آندری وایدا، کریشتوف کیشلوفسکی و کشیشتف زانوسی را داشت و موسیقی فیلم پرتره یک بانو ساخته جین کمپیون را هم ساخت.
کیلار به مجله پلوس گفت دوست دارد از او به عنوان یک آدم خوب، کسی که به زندگی و دنیا کمی خوشحالی و امید و شاید کمی ایمان بخشید یاد شود.
بارابارا، همسر کیلار که ۴۰ سال با او زندگی کرد، سال ۲۰۰۷ درگذشت. آن‌ها فرزندی نداشتند.

## گزیدهٔ آثار

### سینما
- جسم خارجی (۲۰۱۴)
- بازدید (۲۰۰۹)
- یک قلب گرم (۲۰۰۸)
- خورشید سیاه (۲۰۰۷)
- شب مال ماست (۲۰۰۷)
- عنصر نامطلوب (۲۰۰۵)
- مکمل (۲۰۰۲)
- انتقام (۲۰۰۲)
- پیانیست (۲۰۰۲)
- زندگی به مثابه بیماری آمیزشی مرگبار (۲۰۰۰)
- دروازه نهم (۱۹۹۹)
- برادر الهی ما (۱۹۹۷)
- پرتره یک بانو (۱۹۹۶)
- به تاخت (۱۹۹۶)
- مرگ همچون یک تکه نان (۱۹۹۴)
- مرگ و دوشیزه (۱۹۹۴)
- ارتباط خاموش (۱۹۹۲)
- دراکولای برام استوکر (۱۹۹۲)
- زندگی برای زندگی: ماکسیمیلیان کلبه (۱۹۹۱)
- کورچاک (۱۹۹۰)
- وضعیت تملک (۱۹۸۹)
- هر کجا که باشی (۱۹۸۸)
- وقایع‌نگاری رخدادهایی عاشقانه (۱۹۸۶)
- قدرت شیطان (۱۹۸۵)
- ریش‌آبی (۱۹۸۴)
- سالی از خورشید خاموش (۱۹۸۴)
- امر ضروری (۱۹۸۲)
- دست‌نیافتنی‌ها (۱۹۸۲)
- از سرزمینی دور (۱۹۸۱)
- بخت کور (۱۹۸۱)
- شاه و پرنده (۱۹۸۰)
- عامل ثابت (۱۹۸۰)
- داویت (۱۹۷۹)
- راه‌ها در میان شب (۱۹۷۹)
- جنایت در کاتمونت (۱۹۷۹)
- مارپیچ (۱۹۷۸)
- خانه زنان (۱۹۷۷)
- از دید یک نگهبان شب (۱۹۷۷)
- درس آناتومی (۱۹۷۷)
- استتار (۱۹۷۷)
- مرز سایه (۱۹۷۶)
- یاروسواف دومبروفسکی (۱۹۷۶)
- ترازنامه سه‌ماهه (۱۹۷۵)
- شیفت شب (۱۹۷۵)
- سرزمین موعود (۱۹۷۵)
- خوبال (۱۹۷۳)
- روشنگری (۱۹۷۳)
- مروارید دیهیم (۱۹۷۲)
- زندگی خانوادگی (۱۹۷۱)
- کوه‌ها در تاریکی (۱۹۷۰)
- خرس(۱۹۷۰)
- کروز (۱۹۷۰)
- ساختار بلورها (۱۹۶۹)
- عروسک (۱۹۶۸)
- یک فاجعه (۱۹۶۵)
- سه گام روی زمین (۱۹۶۵)
- پنج (۱۹۶۴)

### تلویزیون
- ماجراهای میخاو (۱۹۶۹)
- سرزمین موعود (۱۹۷۸)
- گنج‌های پنهان (۲۰۰۰)
- خط تأخیر (۱۹۹۷)
- نغمهٔ روح (۱۹۹۷)
- واپسین حلقه (۱۹۹۷)
- جذابیت فریبنده (۱۹۹۶)
- ایمان سست (۱۹۹۶)
- قوانین نانوشته (۱۹۹۶)
- یک امر زنانه (۱۹۹۶)
- ناپلئون (۱۹۹۱)
- قرارداد (۱۹۸۰)